# Les bateaux rouges
Les bateaux rouges, na tradução portuguesa Barcos vermelhos, é uma pintura impressionista do francês Claude Monet. Realizada a óleo sobre tela, nos arredores de Argenteuil em 1875, pertence ao espólio do Musée de l'Orangerie, em Paris.

## Descrição
O tema é regular na obra de Monet, representando o quadro alguns barcos atracados em Argenteuil, entre eles dois barcos vermelhos. É uma tela de técnica puramente impressionista, pintada no mesmo ano em que concebeu Madame Monet en costume japonais, e, se comparadas as duas telas, embora com temas distintos, têm um particular em comum: o vermelho. Isto está indirectamente relacionado com a invasão da Europa pelo excêntrico estilo japonês, que colocou em voga o vermelho, que até então estava um pouco abandonado.
Em ambas as telas o pintor coloca a quantidade certa de vermelho na pintura, ligando-o ritmicamente com a restante composição. Nesta obra, o vermelho sobressai no casco dos barcos de pesca e no reflexo na água, salpicada de um verde lodoso.
A composição mistura tons frios com tons quentes, ambos muito diferentes, mas também pintados de uma forma frenética, que faz com que o olhar do espectador seja controlado pela cor dos barcos. As cores parecem ganhar vida e rodopiar, respeitando uma grelha imaginária colocada por Monet nas suas telas, tornando as formas um pouco simétricas.
Na orla esquerda do quadro, duas pessoas, entre elas uma mulher trajada de branco sob um guarda-sol, admiram a paisagem. No fundo da telas, e atrás das duas observadoras figuras, vêem-se casas e até uma pequena igreja, cuja torre sobressai com um telhado azul escuro, difuso no horizonte.
Proeminente ensaio lumínico de ênfase impressionista, esta tela reside entre os melhores trabalhos de Claude Monet.